# Popcornella spiniformis
Espèce
Popcornella spiniformis est une espèce d'araignées aranéomorphes de la famille des Salticidae.

## Distribution
Cette espèce est endémique de la province de Barahona en République dominicaine,.

## Description
La carapace du mâle holotype mesure 1,0 mm de long et l'abdomen 0,9 mm et la carapace de la femelle paratype mesure 0,9 mm de long et l'abdomen 1,0 mm.

## Publication originale
- Zhang & Maddison, 2012 : New euophryine jumping spiders from the Dominican Republic and Puerto Rico (Araneae: Salticidae: Euophryinae). Zootaxa, no 3476, p. 1-54.